# St. Johannes Baptist (Großhausen)

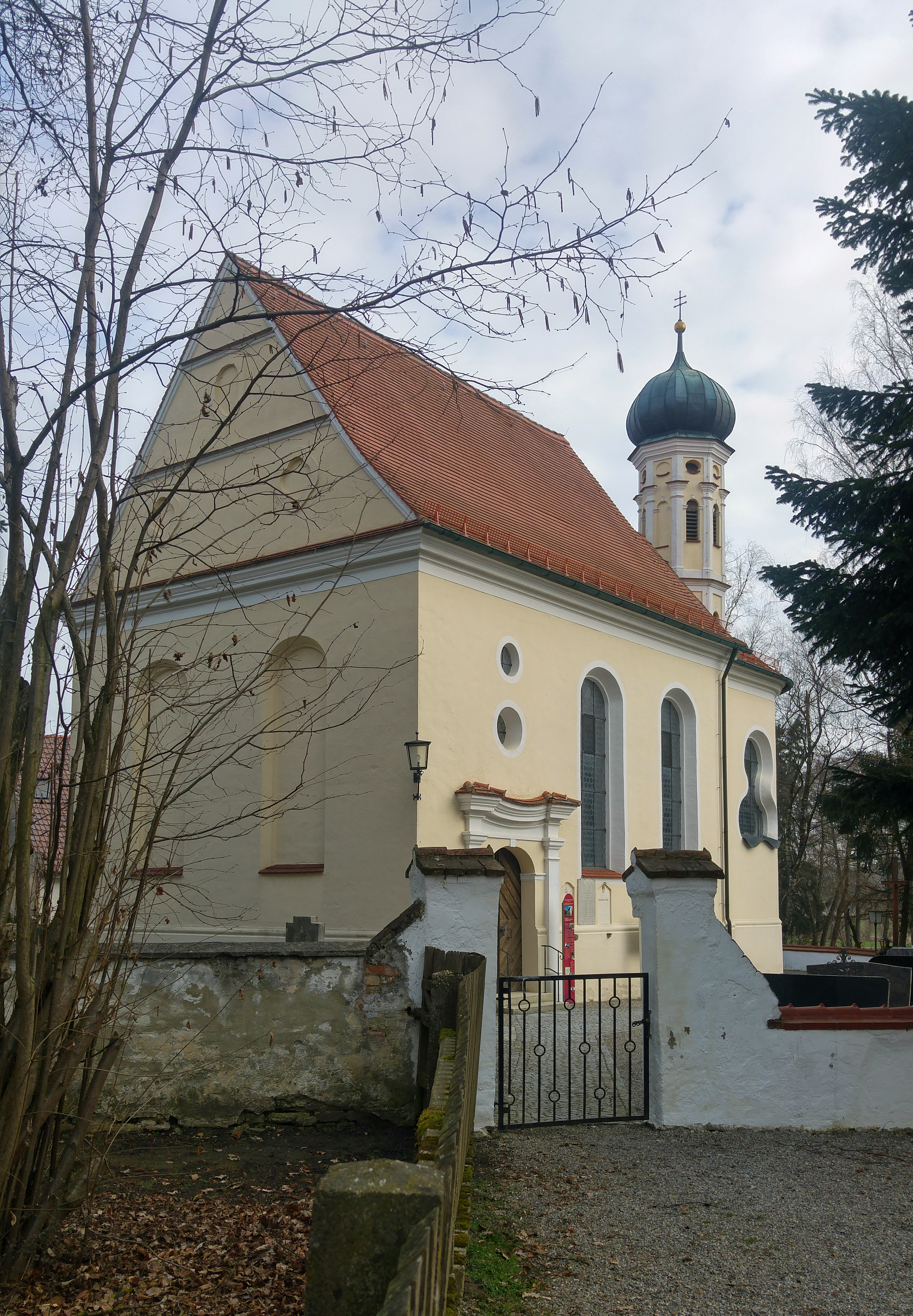
St. Johannes Baptist in Großhausen

Die katholische Pfarrkirche St. Johannes Baptist ist ein Baudenkmal in Großhausen bei Kühbach.

## Geschichte
Die Kirche wird 888 erstmals genannt: König Arnulf schenkte sie in diesem Jahr seinem Vasallen Gubo. Nachdem das Gotteshaus im Spanischen Erbfolgekrieg zerstört worden war, wurde die Kirche 1732 neu erbaut. Sie wurde von Friedberger Malern ausgestattet. Die Fresken sind von Johann Reismiller und stellen im Chor Maria dar. Die übrigen Gemälde zeigen Szenen aus dem Leben Johannes des Täufers und des hl. Franz Xaver. 1730 wurde von Pfarrer Thomas Triebenbacher eine Bruderschaft des hl. Franz Xaver gegründet. Vom 4. bis 12. März wurde das Bruderschaftsfest mit einer neuntägigen Andacht gefeiert. Zum Namensfest des Heiligen am 3. Dezember zogen im 17. und 18. Jahrhundert auch Gläubige aus Hollenbach zu der Kirche. Im Zuge der Säkularisation endete die Wallfahrt nach Großhausen.

## Baubeschreibung
Bei St. Johannes Baptist handelt es sich um einen pilastergegliederten Saalbau mit flacher Stichkappentonne und eingezogenem Chor unter einer Flachkuppel. Der Zwiebelturm befindet sich an der Nordseite.

## Ausstattung
Der Hochaltar ist mit „ALTARE PRIVIL. St Fr XAV CONFRATERNITATIS QUA-QUE FERIA SEXTA“ (Altar der Bruderschaft des hl. Franz Xaver, der an jedem Freitag privilegiert ist) beschriftet. Im Auszug ist Johannes der Täufer abgebildet. Das große Altarblatt, signiert mit „P(ixet). Reis Maler von Friedberg“ zeigt den hl. Franz Xaver als Fürbitter vor Maria und dem Jesuskind. Darunter sind der Pfarrer und die Gläubigen abgebildet. Ein Votivbild von 1767 wird dem Rokokomaler Ignaz Baur zugeschrieben, der in Großhausen geboren ist.